# Сигурд II
Сигурд II, получил прозвището Мун заради отвратителната си уста, е крал на Норвегия от 1136 до смъртта си през 1155 г. Той е незаконен син на Харалд IV Гиле от наложницата му Тора Гутормсдотер. След убийството на баща му през 1136 г. невръстният Сигурд бил избран за конунг от Тинга едновременно с полубратята си Инге I Крокрюг и Магнус Харалдсон. В продължение на три години на братята им се налагало да воюват с претендентите за трона Сигурд Слембе и Магнус IV Слепия. Най-накрая на 12 ноември 1139 г. обединените сили на малолетните крале им нанасят голямо поражение и двамата претенденти намират смъртта си. Следва период на мир. През 1142 г. още един техен полубрат Йойстейн II Харалдсон се завръща от Шотландия и след като представя доказателства за произхода си, е обявен също за конунг наравно с Инге I и Сигурд II (междувременно около 1140 г. брат им Магнус Харалдсон, за когото се знае малко, умира от естествена смърт).
С възмъжаването на братята напрежението между тях нараства. През 1155 г. те решават да се срещнат в Берген в опит да запазят мирните отношения. Инге I обвинява Сигурд и Йойстейн, че планират да го убият. Йойстейн по това време все още не е пристигнал в града, но Сигурд отрича обвиненията. Няколко дни по-късно обаче един от хората на Инге е убит от воин на Сигурд и Инге нарежда на хората си да нападнат къщата, в която е отседнал Сигурд. Сигурд, който разполагал с малко войници, бил убит.

### Потомство
- Хокон II Хедебрей, крал на Норвегия между 1157 и 1162 г.
- Сигурд Маркусфостре, претендент за трона през 1162 г., екзекутиран от поддръжниците на Магнус V
- Харалд, роден от Кристин Сигурдсдатер. Екзекутиран от поддръжниците на Магнус V, тъй като потеклото му го правело потенциален претендент за престола.
- Сесилия, майка на ярл Хакон Лудия
- Свере Сигурдсон също претендирал, че е негов незаконен син, управлявал Норвегия от 1184 до 1202 г.